# Mostra de Venise 2016
La Mostra de Venise 2016 — ou la 73e édition de la Mostra de Venise ou encore la 73e édition du Festival international du film de Venise (en italien : 73ª edizione della Mostra internazionale d'arte cinematografica) — est un festival de cinéma international qui s'est tenu à Venise en Italie du 31 août au 10 septembre 2016.

## Déroulement et faits marquants

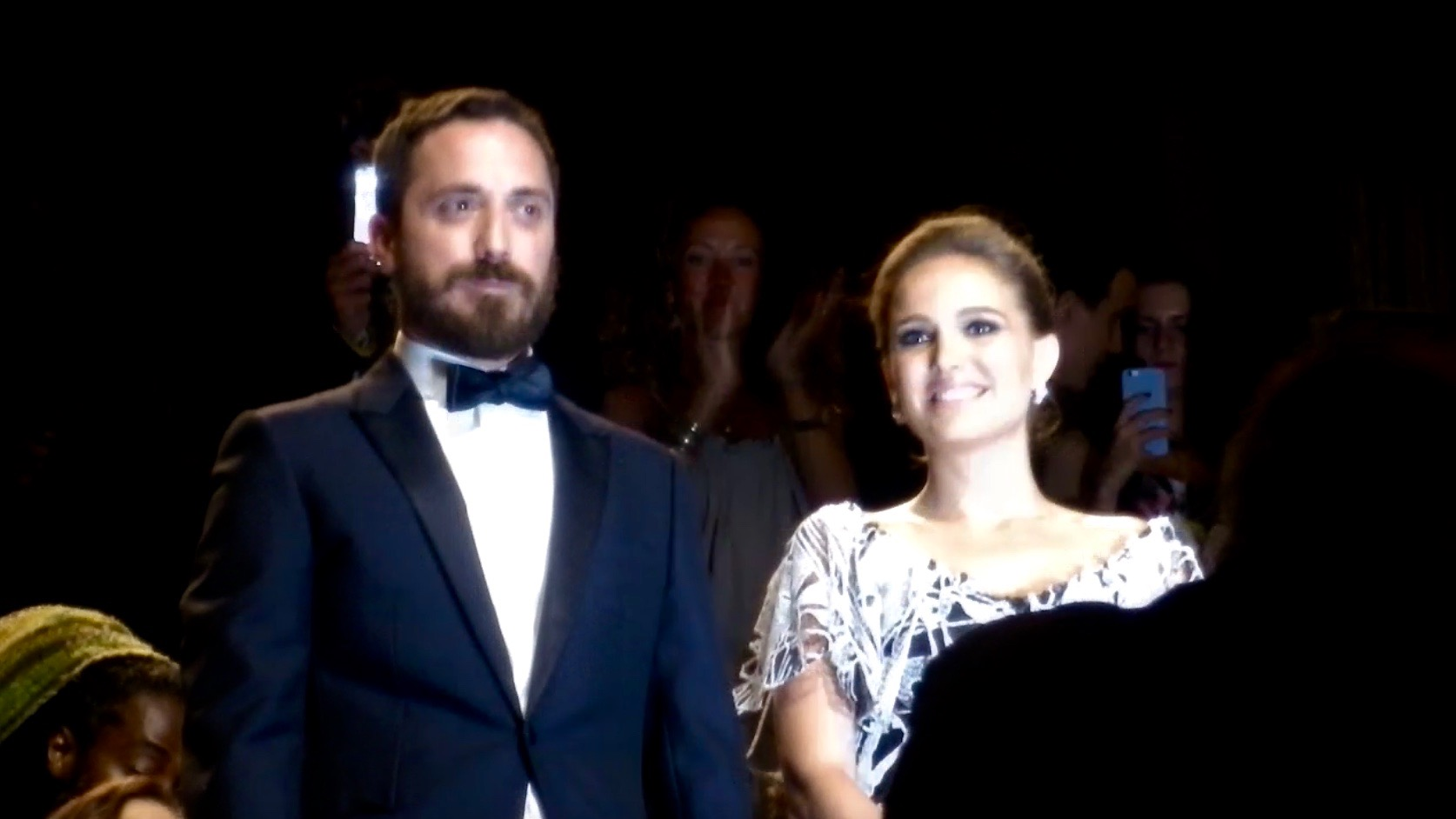
Le réalisateur Pablo Larraín et Natalie Portman lors de la présentation de Jackie à la Mostra de Venise 2016.

Le 28 avril 2016 les organisateurs annoncent que c'est le réalisateur Sam Mendes qui présidera le jury international pour remettre le Lion d'or. Il avait notamment présenté Les Sentiers de la perdition lors de la Mostra de Venise 2002.
Le 17 juin 2016, il est annoncé que La La Land de Damien Chazelle sera le film d'ouverture. Les comédiens Emma Stone et Ryan Gosling partagent la vedette. Gosling avait déjà ouvert l'édition de 2011 avec Les Marches du Pouvoir.
Le 8 juillet 2016, il est annoncé que le réalisateur Robert Guédiguian présidera le jury du prix Horizon, et le comédien italien Kim Rossi Stuart présidera le jury Luigi De Laurentiis.
Le lendemain, le 9 juillet 2016, il est annoncé que les deux premiers épisodes de la série écrites par Paolo Sorrentino, The Young Pope, seront dévoilés hors compétition.
Le 14 juillet 2016, il est annoncé que l'acteur français Jean-Paul Belmondo et le réalisateur polonais Jerzy Skolimowski recevront chacun un Lion d'or pour l'ensemble de leurs carrières.
L'ensemble des membres des différents jurys sont annoncés le 24 juillet 2016. Quatre jours plus tard c'est la sélection officielle qui est dévoilée.
C'est la comédienne Sophie Marceau qui remet à Jean-Paul Belmondo son Lion d'or d'honneur.

## Jurys

### Jury international

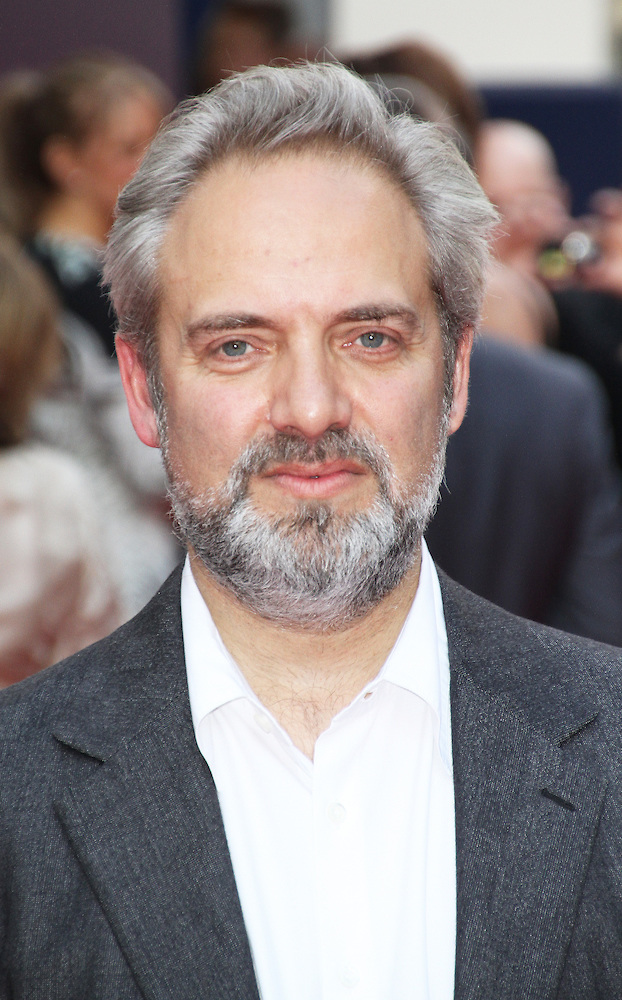
Sam Mendes, président du jury de la 73e Mostra de Venise.

- Sam Mendes (président du jury)  : réalisateur, metteur en scène et producteur  Royaume-Uni
- Gemma Arterton : actrice  Royaume-Uni
- Laurie Anderson : réalisatrice, scénariste, chanteuse  États-Unis
- Giancarlo De Cataldo :  romancier, dramaturge, essayiste, scénariste et magistrat  Italie
- Nina Hoss : actrice  Allemagne
- Chiara Mastroianni : actrice  France
- Joshua Oppenheimer : réalisateur  États-Unis
- Lorenzo Vigas : réalisateur  Venezuela
- Zhao Wei : actrice, réalisatrice, chanteuse  Chine

### Jury du Prix Horizon
- Robert Guédiguian (Président du jury) : réalisateur  France
- Jim Hoberman : critique de film  États-Unis
- Nelly Karim : actrice  Égypte
- Valentina Lodovini : actrice  Italie
- Moon So-ri : actrice  Corée du Sud
- José Maria (Chema) Prado : critique de film  Espagne
- Chaitanya Tamhane : réalisateur  Inde

### Jury du Prix Luigi De Laurentiis
- Kim Rossi Stuart (Président du jury) : comédien  Italie
- Rosa Bosch : productrice  Espagne
- Brady Corbet : acteur et réalisateur  États-Unis
- Pilar López de Ayala : actrice  Espagne
- Serge Toubiana : critique de film  France

## Sélection

### In concorso
Films présentés en compétition.
| Titre                         | Réalisation                       | Pays        | Distribution                                                                                     |
| ----------------------------- | --------------------------------- | ----------- | ------------------------------------------------------------------------------------------------ |
| The Bad Batch                 | Ana Lily Amirpour                 | États-Unis  | Suki Waterhouse, Jason Momoa, Keanu Reeves, Jim Carrey, Diego Luna, Giovanni Ribisi              |
| Les Beaux Jours d'Aranjuez    | Wim Wenders                       | Allemagne   | Reda Kateb, Sophie Semin                                                                         |
| Brimstone                     | Martin Koolhoven                  | Pays-Bas    | Dakota Fanning, Guy Pearce, Kit Harington, Carice van Houten                                     |
| Citoyen d'honneur             | Mariano Cohn, Gaston Duprat       | Argentine   | Oscar Martinez, Dady Brieva                                                                      |
| El Cristo ciego               | Christopher Murray                | Chili       | Michael Silva                                                                                    |
| La Femme qui est partie       | Lav Diaz                          | Philippines | Charo Santos-Concio, John Lloyd Cruz, Michael De Mesa, Nonie Buencamino, Shamen Buencamino       |
| Frantz                        | François Ozon                     | France      | Pierre Niney, Paula Beer, Cyrielle Clair                                                         |
| Jackie                        | Pablo Larraín                     | États-Unis  | Natalie Portman, Peter Sarsgaard, Billy Crudup, Greta Gerwig, Max Casella, Beth Grant, John Hurt |
| La La Land (film d'ouverture) | Damien Chazelle                   | États-Unis  | Ryan Gosling, Emma Stone, John Legend, J. K. Simmons                                             |
| Nocturnal Animals             | Tom Ford                          | États-Unis  | Amy Adams, Jake Gyllenhaal, Michael Shannon, Aaron Taylor-Johnson, Isla Fisher, Armie Hammer     |
| On the Milky Road             | Emir Kusturica                    | Serbie      | Monica Bellucci, Emir Kusturica                                                                  |
| Paradis                       | Andreï Kontchalovski              | Russie      | Yuliya Vysotskaya, Caroline Piette                                                               |
| Piuma                         | Roan Johnson                      | Italie      | Blu Yoshimi, Michela Cescon, Sergio Pierattini                                                   |
| Premier Contact               | Denis Villeneuve                  | États-Unis  | Amy Adams, Jeremy Renner, Forest Whitaker, Michael Stuhlbarg                                     |
| Questi giorni                 | Giuseppe Piccioni                 | Italie      | Laura Adriani, Marta Gastini, Margherita Buy                                                     |
| La Région sauvage             | Amat Escalante                    | Mexique     | Ruth Ramos, Simone Bucio, Jesús Meza, Edén Villavicencio                                         |
| Spira Mirabilis               | Massimo d'Anolfi, Martina Parenti | Italie      | (film documentaire)                                                                              |
| Une vie                       | Stéphane Brizé                    | France      | Judith Chemla, Jean-Pierre Darroussin, Yolande Moreau, Jalil Lespert                             |
| Une vie entre deux océans     | Derek Cianfrance                  | États-Unis  | Michael Fassbender, Alicia Vikander, Rachel Weisz                                                |
| Voyage of Time                | Terrence Malick                   | États-Unis  | (film documentaire)                                                                              |

### Fuori concorso
Films et séries présentés hors compétition.
| Titre                      | Réalisation                                                   | Pays              |
| -------------------------- | ------------------------------------------------------------- | ----------------- |
| Our War                    | Bruno Chiaravalloti, Claudio Jampaglia et Bruno Chiaravalloti | Italie            |
| I Called Him Morgan        | Kasper Collin                                                 | Suède             |
| One More Time With Feeling | Andrew Dominik                                                | Royaume-Uni       |
| The Bleeder                | Philippe Falardeau                                            | Canada            |
| Les Sept Mercenaires       | Antoine Fuqua                                                 | États-Unis        |
| Hacksaw Ridge              | Mel Gibson                                                    | États-Unis        |
| The Journey                | Nick Hamm                                                     | Royaume-Uni       |
| À jamais                   | Benoît Jacquot                                                | France            |
| The Age of Shadows         | Kim Jee-woon                                                  | Corée du Sud      |
| GANTZ: O                   | Yasushi Kawamura                                              | Japon             |
| Austerlitz                 | Sergei Loznitsa                                               | Allemagne         |
| Assalto al cielo           | Francesco Munzi                                               | Italie            |
| Monte                      | Amir Naderi                                                   | France            |
| Tommaso                    | Kim Rossi Stuart                                              | Italie            |
| Safari                     | Ulrich Seidl                                                  | Autriche Danemark |
| American Anarchist         | Charlie Siskel                                                | États-Unis        |
| The Young Pope             | Paolo Sorrentino                                              | Italie            |
| Planetarium                | Rebecca Zlotowski                                             | France            |

### Orizzonti

#### Longs métrages
- La Colère d'un homme patient (Tarde para la ira) de Raúl Arévalo  Espagne
- Laavor et hakir de Rama Burshtein  Israël
- Liberami de Federica Di Giacomo  Israël
- Koca Dünya (Big big world) de Reha Erdem  Turquie
- Gukoroku de Kei Ishikawa  Japon
- Maudite Poutine de Karl Lemieux  Canada
- São Jorge de Marco Martins  Portugal
- Dawson City : Frozen Time de Bill Morrison  États-Unis
- Réparer les vivants de Katell Quillévéré  France
- White Sun de Deepak Rauniyar  Népal
- Malaria de Parviz Shahbazi  Iran
- Kékszakállú de Gastón Solnicki  Argentine
- Dark Night de Tim Sutton  États-Unis
- Home de Fien Troch  Belgique
- King of the Belgians de Peter Brosens et Jessica Woodworth  Belgique
- Die Einsiedler de Ronny Trocker  Allemagne  Autriche
- Kékszakállú de Michele Vannucci  Italie
- Boys in the Trees de Nicholas Verso  Australie
- Argent amer (Ku Qian) de Wang Bing  Chine

#### Courts métrages
- Srecno, Orlo! (Good Luck, Orlo!) de Sara Kern -  Autriche- Croatie- Slovénie
- La voz perdida de Marcelo Martinessi -  Cuba- Paraguay- Venezuela
- Amalimbo de Juan Pablo Libossart -  Estonie[réf. nécessaire]
- Le reste est l'œuvre de l'homme de Doria Achour -  France- Tunisie
- Dadyaa de Bibhusan Basnet et Pooja Gurung -  France- Népal
- Ce qui nous éloigne de Hu Wei -  France
- Prima noapte (First Night) de Andrei Tanase -  Allemagne- Roumanie
- On the Origin of Fear de Bayu Prihantoro Filemon -  Indonésie
- Stanza 52 de Maurizio Braucci -  Italie
- Molly Bloom de Chiara Caselli Hors compétition -  Italie
- Colombi de Luca Ferri -  Italie
- Good News de Giovanni Fumu -  Italie- Corée du Sud
- Midwinter  de Jake Mahaffy - Hors compétition -  Nouvelle-Zélande- États-Unis
- Samedi Cinema de Mamadou Dia -  Sénégal
- Amalimbo de Juan Pablo Libossart -  Suède[réf. nécessaire]
- Ruah de Flurin Giger -  Suisse
- 500,000 Pee (500,000 Years) de Chai Siris -  Thaïlande

## Palmarès
Sélection officielle
| Prix                                                   | Attribué à                                  | Pays        |
| ------------------------------------------------------ | ------------------------------------------- | ----------- |
| Lion d'or                                              | La Femme qui est partie de Lav Diaz         | Philippines |
| Lion d'argent - Grand prix du jury                     | Nocturnal Animals de Tom Ford               | États-Unis  |
| Lion d'argent du meilleur réalisateur (ex æquo)        | Amat Escalante pour La Région sauvage       | Mexique     |
| Lion d'argent du meilleur réalisateur (ex æquo)        | Andreï Kontchalovski pour Paradis           | Russie      |
| Coupe Volpi pour la meilleure interprétation masculine | Oscar Martinez pour El ciudadano ilustre    | Argentine   |
| Coupe Volpi pour la meilleure interprétation féminine  | Emma Stone dans La La Land                  | États-Unis  |
| Prix du meilleur scénario de la Mostra de Venise       | Noah Oppenheim pour Jackie de Pablo Larrain | États-Unis  |
| Prix Marcello-Mastroianni du meilleur espoir           | Paula Beer pour Frantz                      | Allemagne   |
| Prix spécial du jury                                   | The Bad Batch de Ana Lily Amirpour          | États-Unis  |

### Prix spéciaux
| Prix                       | Attribué à         | Pays    |
| -------------------------- | ------------------ | ------- |
| Lion d'or pour la carrière | Jean-Paul Belmondo | France  |
| Lion d'or pour la carrière | Jerzy Skolimowski  | Pologne |